# Гольшанський-Дубровицький Іван Юрійович
Іван (Януш) Гольшанський-Дубровицький (нар. межи 1502 і 1505 — пом. весною 1549) — старший син князя Юрія Івановича Гольшанського та Уляни Іванівни Боровської. 

## Життєпис
Вперше зринає 1528 р. у переписі земського війська, на який виставив 4 «коней». Двома літами пізніше, як зазначив Мацей Стрийковський, він розгромив в урочищі Півозер'я кримськотатарських нападників й відібрав усю їхню здобич. За ці заслуги Іван Гольшанський у 1531 році став державцем горвольським, але цим титулом користувався зрідка, аж поки 26 лютого 1543 дану волость не передали королеві Боні. Не пізніше вересня 1540 р. був призначений стольником, а 20 серпня 1541 — висланий командувати залогами прикордонних замків Брацлава та Вінниці.                                                

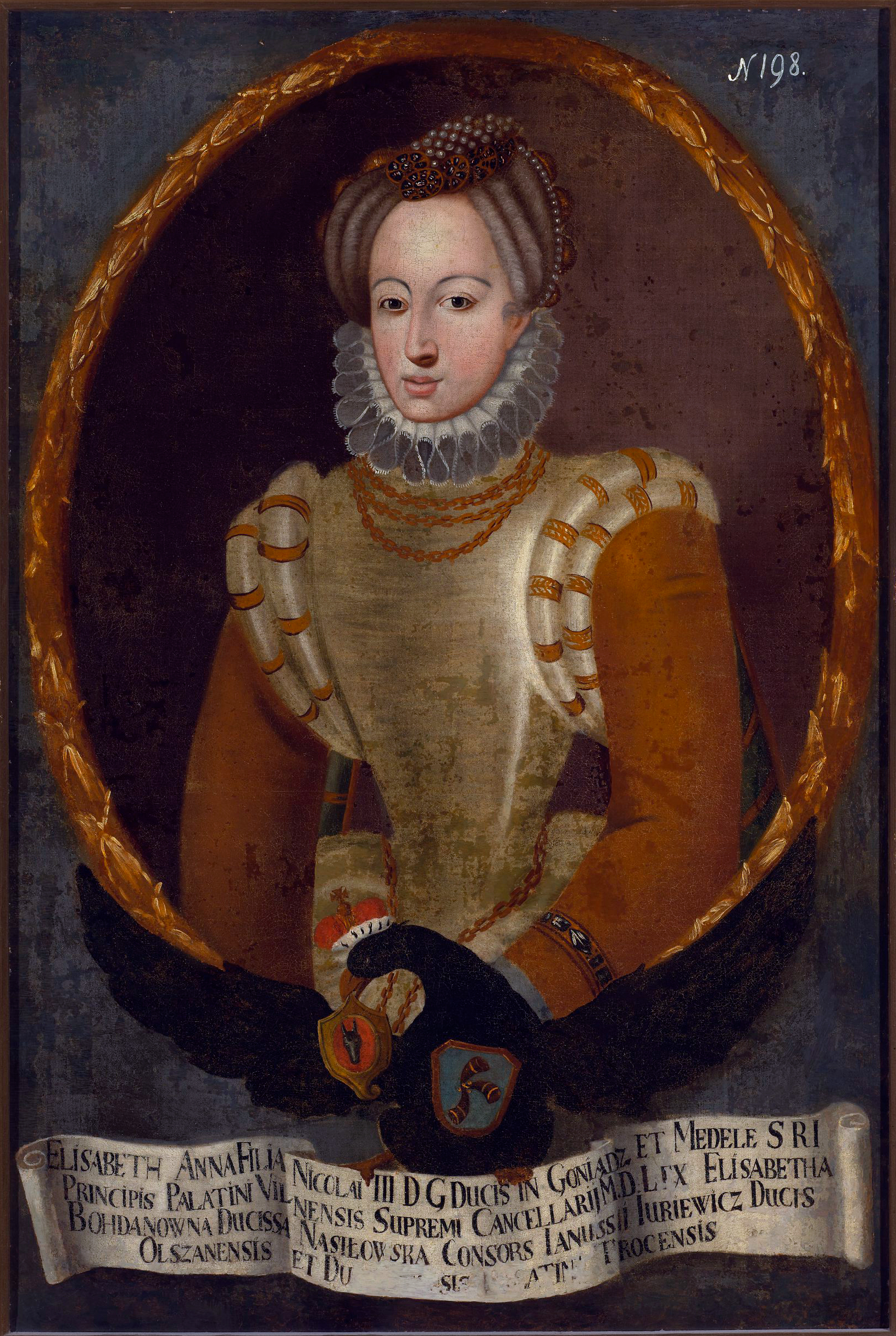
Портрет дружини

Завдяки особистим талантам й військовому досвіду, а надто протекції Павла Гольшанського, йому вдалось одержати посаду воєводи київського (24 травня 1542). Однак обов'язки виконував радше номінально через молодшого брата Володимира. 1544 р. призначений троцьким воєводою. Попри можливості посади, не грав значної ролі в житті країни. Під 1547 згаданий як могильовський староста.       
Був одружений із княжною Єлизаветою (Анною) Радзивілл, дітей не лишив. 